# 翁廷棟
翁廷棟（1767年7月23日（乾隆三十二年十月廿八日）—1844年11月12日（道光二十四年十月三日）），和名玉城親方盛林，琉球國第二尚氏王朝政治家、三司官。
乾隆五十五年（1790年），翁廷棟以樂師的身份，跟隨正使尚容（宜野灣王子朝陽）、副使馬克義（幸地親方良篤）一起上江戶。嘉慶十六年（1811年），翁廷棟以年頭慶賀使的身份出使薩摩藩，翌年歸國。嘉慶二十三年（1818年），薩摩藩藩主島津齊興召新當選的三司官翁廷棟，同度支官向懋德（喜屋武親方朝郁）一起來薩摩藩，私下給他們傳達命令。他們於五月十九日（6月22日）抵達薩摩藩。十月四日（11月2日），翁廷棟被任命為三司官。十月二十九日（11月27日）回國。嘉慶二十五年庚辰七月二十五日（1820年9月2日），尚灝王賜給他紫地浮織冠。
道光三年癸未九月初八日（1823年10月11日）致仕。道光二十四年辰十月三日（1844年11月12日）卒，壽七十八歲。